# Heinrich Voigtsberger
Heinrich Voigtsberger (10 février 1903 à Untermhaus et mort le 17 mars 1959 à Wittlich), est un Generalmajor allemand au sein de la Heer dans la Wehrmacht pendant la Seconde Guerre mondiale.
Il a été récipiendaire de la croix de chevalier de la croix de fer avec feuilles de chêne. La croix de chevalier de la croix de fer et son grade supérieur, les feuilles de chêne, sont attribués en reconnaissance d'un acte d'une extrême bravoure ou d'un succès de commandement important du point de vue militaire.

## Biographie
Heinrich Voigtsberger est fait prisonnier en mai 1945 par les troupes britanniques et reste en captivité jusqu'en 1947.

## Décorations
- Croix de fer (1939)
  - 2e classe
  - 1re classe
- Insigne des blessés (1939)
  - en Noir ou en Argent
- Croix de chevalier de la croix de fer avec feuilles de chêne
  - Croix de chevalier le 9 juillet 1941 en tant que Major et commandant du MG-Bataillon 2[1]
  - 351e feuilles de chêne le 9 décembre 1943 en tant que Oberst et commandant du Grenadier-Regiment 60 (mot.)[2]